# Фијат типо
Фијат типо (итал. Fiat Tipo) је аутомобил који је производила италијанска фабрика аутомобила Фијат од 1988. до 1995 године.

## Историјат
Представљен је јануара 1988. године, а продаја је почела у Европи током јуна исте године. Фијат типо је дизајнирала италијанска дизајнерска кућа I.DE.A Institute. У почетку је био доступан само као хечбек са петора врата, а нешто касније представљена је и верзија са троја врата која је заменила модел ритмо. Аутомобил је направљен у потпуности од поцинковане каросерије да би се избегла рђа, а изграђен је на потпуно новој Фијат платформи која је касније коришћена на моделима Фијата, Алфа Ромеа и Ланче.
У то време типо је био иновативан аутомобил. Био је међу првим моделима ниже средње класе са потпуно дигиталном инструмент таблом и један од првих модела на коме је примењена модуларна платформа. Привлачио је пажњу због својих посебно модерних и функционалних технолошких иновација: електронски дигитални инструменти у оквиру дигиталне конфигурације били су интегрисани у посебно дизајнирану таблу са инструментима. Дигитални инструменти у овој конфигурацији били су право чудо у погледу функционалности и ергономичности и пружали су одличну видљивост.
Године 1989, типо је освојио награду Европски аутомобил године, а исте године осваја и награду за Ирски аутомобил године.
Иако је био веома успешан у Европи, а нарочито у Бразилу, типо је 1995. године повучен са тржишта и замењен моделом браво/брава. За седам година производње продато је скоро два милиона аутомобила.

### Измене
Рестајлиг је урађен 1993. године, када је додата верзија са троја врата, две верзије аутомобила се могу разликовати по мало другачијим маскама хладњака и предњим светлима. Извршене су и мање промене спољашњости и побољшане спецификације; сигурносна опрема као што су чвршћа каросерија, ваздушни јастук возача и додате шипке за бочне ударе. По рестајлингу има нове нивое опреме, то су S, SX и SLX, као и нови модел са осам вентила 2.0 ГТ.

## Изведена возила
Његова шасија била је основа за друге Фијат моделе, као што су Фијат темпра (1990), са традиционалном седан и караван верзијом. На платформи Фијат типа, рађено је још неколико аутомобила и то: Југо флорида 1988. године, затим Ланча дедра април 1989. године. Велики породични аутомобил Алфа Ромео 155, Фијат купе и Ланча делта су представљени 1993. године, а изграђени на платформи типа, као и Алфа Ромео 145 и 146 и Алфа Ромео спајдер и ГТВ (са другачијим задњим вешањем и другим модификацијама шасије) од 1994. до 1995. године.

## Мотори
| Модел              | Мотор     | Запремина | Снага         | Обртни момент       |
| Бензин             | Бензин    | Бензин    | Бензин        | Бензин              |
| ------------------ | --------- | --------- | ------------- | ------------------- |
| 1.1 FIRE           | 160A3.000 | 1108 cm³  | 41 kW/56 КС   | 89 Nm при 2900 rpm  |
| 1.4 i.e., S        | 160A1.046 | 1372 cm³  | 51 kW/70 КС   | 106 Nm при 3000 rpm |
| 1.4 i.e., S        | 159A2.000 | 1372 cm³  | 57 kW/78 КС   | 108 Nm при 2900 rpm |
| 1.4, DGT           | 160A1.000 | 1372 cm³  | 52 kW/71 КС   | 105 Nm при 3750 rpm |
| 1.4, DGT           | 160A1.048 | 1372 cm³  | 53 kW/72 КС   | 105 Nm при 3750 rpm |
| 1.6 i.e.           | 159A3.046 | 1581 cm³  | 59 kW/80 КС   | 128 Nm при 3000 rpm |
| 1.6 i.e.           | 159A3.048 | 1581 cm³  | 56 kW/76 КС   | 124 Nm при 3000 rpm |
| 1.6 DGT            | 160A2.000 | 1581 cm³  | 63 kW/86 КС   | 132 Nm при 2900 rpm |
| 1.6 DGT            | 160A2.000 | 1581 cm³  | 60 kW/82 КС   | 130 Nm при 2900 rpm |
| 1.6 i.e.           | 149C2.046 | 1585 cm³  | 66 kW/90 КС   | 122 Nm при 4250 rpm |
| 1.7 i.e.           | −         | 1676 cm³  | 66 kW/90 КС   | 130 Nm при 3000 rpm |
| 1.8 i.e.           | 159A4.000 | 1756 cm³  | 81 kW/110 КС  | 142 Nm при 2500 rpm |
| 1.8 i.e. 16V       | 160A5.000 | 1756 cm³  | 101 kW/138 КС | 167 Nm при 4600 rpm |
| 2.0 i.e.           | 159A6.046 | 1995 cm³  | 85 kW/115 КС  | 159 Nm при 3300 rpm |
| 2.0 i.e.           | 159A5.046 | 1995 cm³  | 80 kW/109 КС  | −                   |
| 2.0 i.e. 16V       | 160A8.046 | 1995 cm³  | 109 kW/148 КС | 173 Nm при 5000 rpm |
| 2.0 i.e. 16V Sport | 836A3.000 | 1995 cm³  | 104 kW/142 КС | 180 Nm при 4500 rpm |
| Дизел              |           |           |               |                     |
| 1.7 D, DS          | 149B4.000 | 1697 cm³  | 43 kW/58 КС   | 100 Nm при 2900 rpm |
| 1.9 DS DGT         | 160A7.000 | 1929 cm³  | 48 kW/65 КС   | 119 Nm при 2000 rpm |
| 1.9 T.ds, DSX      | 850A6.000 | 1929 cm³  | 68 kW/92 КС   | 190 Nm при 2400 rpm |